# Radi crític
El radi crític és la mida de partícula mínima per tal que un agregat sigui termodinàmicament estable. En altres paraules, és el menor radi de partícula, formada per agrupacions àtoms o molècules (en un gas, líquid o matriu sòlida), abans que la formació d'una fase nova (una bombolla, una goteta o una partícula sòlida) sigui viable i pugui créixer. La formació de tals nuclis estables rep del nom de nucleació.
Al principi del procés de nucleació, el sistema es troba en una fase inicial. A continuació, la formació d'agregats o clusters de la fase nova esdevé a la nanoescala, a l'atzar i de forma gradual. Posteriorment, si el procés és factible, el nucli és format. Noti's que la formació d'agregats és possible sota condicions específiques. Quan aquestes condicions no se satisfan, un procés ràpid de creació-anihilació d'agregats té lloc i, tant la nucleació com el posterior procés de creixement de cristall no tenen lloc.
En models de precipitació, la nucleació és generalment un preludi del model de creixement del cristall. A vegades, el ritme del procés de precipitació està limitat pel procés de nucleació. Un exemple seria quan algú agafa un got d'aigua superescalfada d'un microones i, quan s'introdueix una cullera, la nucleació heterogènia té lloc i una gran part del sistema passa a convertir-se en vapor.
Si el canvi de fase forma un sòlid cristal·lí en una matriu líquida, els àtoms llavors podrien formar una dendrita. El creixement del cristall continua en tres dimensions. Els àtoms es disposen en direccions predeterminades, normalment al llarg de l'eix del cristall, formant la peculiar estructura d'una dendrita.

## Derivació matemàtica

Energia lliure de Gibbs en funció del radi de la nanopartícula. Per sota del radi crític, els embrions no són prou grans per començar el procés de nucleació. La variació d'energia lliure de Gibbs és positiva i el procés no és produirà. Aquest radi crític correspon a la mida mínima en la qual una partícula pot sobreviure dins d'una solució sense ésser redissolta. Per sobre del radi crític, les partícules formaran i creixeran degut a que és favorable termodinàmicament.

El radi crític d'un sistema es pot determinar mitjançant la seva energia lliure de Gibbs.
{\displaystyle \Delta G_{T}=\Delta G_{V}+\Delta G_{S}}
Aquesta té dues components, l'energia associada al volum {\displaystyle \Delta G_{V}} i l'energia associada a la superfície {\displaystyle \Delta G_{S}}. El primer terme descriu com de probable és tenir un canvi de fase i el segon és la quantitat d'energia necessària per crear una interfície.
L'expressió matemàtica de {\displaystyle \Delta G_{V}}, considerant partícules esfèriques, és donada per:
{\displaystyle \Delta G_{V}={\frac {4}{3}}\pi r^{3}\Delta g_{v}}
on {\displaystyle \Delta g_{v}} és l'energia lliure de Gibbs per unitat de volum i obeeix {\displaystyle -\infty <\Delta g_{v}<\infty }. Es defineix com la diferència d'energia entre un sistema a una temperatura determinada i l'energia del mateix sistema a la temperatura de fusió. Depèn de la pressió, el número de partícules i la temperatura: {\displaystyle \Delta g_{v}(T,p,N)}. Per una temperatura baixa, lluny del punt de fusió, aquesta energia és gran (és més difícil canviar de fase) i per una temperatura propera al punt de fusió és petita (el sistema tendirà a canviar de fase).
Pel que fa a {\displaystyle \Delta G_{S}}, i considerant partícules esfèriques, la seva expressió matemàtica ve donada per:
{\displaystyle \Delta G_{S}=4\pi r^{2}\gamma >0}
on {\displaystyle \gamma } és la tensió de superficial que necessitem trencar per crear un nucli. El valor del {\displaystyle \Delta G_{S}} mai és negatiu ja que sempre es necessita energia per crear un interfície.
Per tant, l'energia lliure de Gibbs total és:
{\displaystyle \Delta G_{T}=-{\frac {4\pi }{3}}r^{3}\Delta g_{v}+4\pi r^{2}\gamma }
El radi crític {\displaystyle r_{c}} es troba per optimització, igualant la derivada de {\displaystyle \Delta G_{T}} respecte a la mida de la partícula a zero:
{\displaystyle {\frac {d\Delta G_{T}}{dr}}=-4\pi r_{c}^{2}\Delta g_{v}+8\pi r_{c}\gamma =0}
que ens dona,
{\displaystyle r_{c}={\frac {2\gamma }{|\Delta g_{v}|}}},
on {\displaystyle \gamma } és la tensió superficial i {\displaystyle |\Delta g_{v}|} és el valor absolut de l'energia lliure de Gibbs volumètrica.
L'energia lliure de Gibbs de formació nuclear es troba reemplaçant l'expressió de radi crític en la fórmula general.
{\displaystyle \Delta G_{c}={\frac {16\pi \gamma ^{3}}{3(\Delta g_{v})^{2}}}}

## Interpretació
Quan l'energia lliure de Gibbs és positiva, el procés de nucleació no es durà a terme. El radi de la nanopartícula és petit, el terme superficial preval al terme de volum.{\displaystyle \Delta G_{S}>\Delta G_{V}} Contràriament, si el ritme de variació és negatiu, serà estable termodinàmicament. La mida dels embrions supera el radi crític. En aquest cas, el terme del volum supera al terme superficial {\displaystyle \Delta G_{S}<\Delta G_{V}}.
De l'expressió del radi crític, quan l'energia de Gibbs per unitat de volum augmenta, el radi crític disminuirà i per tant, serà més fàcil aconseguir la formació de nuclis i començar el procés de cristal·lització.

## Exemple de com reduir el radi crític
Per tal de disminuir el valor del radi crític {\displaystyle r_{c}} i fomentar la nucleació, es pot utilitzar un procés de sotarefredament o superescalfament.
El sotarefredament és un fenomen en el qual la temperatura del sistema es baixa per sota de la temperatura de transició de fase sense la creació de la nova fase. Sigui {\displaystyle \Delta T=T_{f}-T} la diferència de temperatura, on {\displaystyle T_{f}} és la temperatura de transició de la fase. Sigui {\displaystyle \Delta g_{v}=\Delta h_{v}-T\Delta s_{v}} l'energia lliure de Gibbs, l'entalpia i l'entropia volumètriques, respectivament.
Quan {\displaystyle T=T_{f}}, l'energia lliure de Gibbs és nul·la, tal que:
{\displaystyle \Delta g_{f,v}=0\Leftrightarrow \Delta h_{f,v}=T_{f}\Delta s_{f,v}}
En general, es poden dur a terme les següents aproximacions quan el sistema no és gaire lluny de la temperatura de canvi de fase:
{\displaystyle \Delta h_{v}\rightarrow \Delta h_{f,v}} i {\displaystyle \Delta s_{v}\rightarrow \Delta s_{f,v}}
Per consegüent:
{\displaystyle \Delta g_{v}\simeq \Delta h_{f,v}-T\Delta s_{f,v}=\Delta h_{f,v}-{\frac {T\Delta h_{f,v}}{T_{f}}}=\Delta h_{f,v}{\frac {T_{f}-T}{T_{f}}}}
{\displaystyle \Delta g_{v}=\Delta h_{f,v}{\frac {\Delta T}{T_{f}}}}
Substituint tal resultat en les expressions de {\displaystyle r_{c}} i {\displaystyle \Delta G_{c}}, s'obtenen les següents equacions:
{\displaystyle r_{c}={\frac {2\gamma T_{f}}{\Delta h_{f,v}}}{\frac {1}{\Delta T}}}
Per tant: 
{\displaystyle \Delta G_{c}={\frac {16\pi \gamma ^{3}T_{f}^{2}}{3(\Delta h_{f,v})^{2}}}{\frac {1}{(\Delta T)^{2}}}}
Noti's que {\displaystyle r_{c}} i {\displaystyle \Delta G_{c}} disminueixen amb el sotarefredament. En la derivació matemàtica pel superescalfament es procedeix de forma anàloga.